# Patrick Tolhoek
Patrick Tolhoek est un coureur cycliste néerlandais, né le 26 juin 1965 à Yerseke.

## Biographie
En 1985, il devient champion militaire des Pays-Bas.
Il devient professionnel en 1989 et le reste jusqu'en 1991, quand il arrête sa carrière sur route pour se consacrer au VTT. Il est le père d'Antwan Tolhoek (né en 1994) également cycliste professionnel.

## Palmarès sur route

### Palmarès amateur
- 1985
  -  Champion des Pays-Bas militaires
- 1986
  - 2e de Vaux-Eupen-Vaux
- 1987
  - Dorpenomloop Rucphen
  - 1re étape des Deux Jours du Gaverstreek
  - 2e de la Flèche flamande
  - 2e du Grand Prix de Waregem

### Palmarès professionnel
- 1988
  - 2e du Circuit du Tournaisis
- 1989
  - Stadsprijs Geraardsbergen
  - 2e de Bruxelles-Ingooigem
- 1990
  - 3e étape du Tour des vallées minières
- 1991
  - 2e du Circuit des frontières

### Résultats sur le Tour de France
2 participations
- 1989 : 99e
- 1990 : 123e

## Palmarès en VTT
- 1996
  - 2e du championnat des Pays-Bas de cross-country
- 1998
  -  Champion des Pays-Bas de cross-country
- 1999
  - 2e du championnat des Pays-Bas de cross-country

## Distinctions
- Cycliste espoirs néerlandais de l'année : 1989